# Cleto Polonia
Cleto Polonia (Tolmezzo, 4 settembre 1968) è un allenatore di calcio ed ex calciatore italiano, di ruolo difensore, tecnico della Gemonese.

## Caratteristiche tecniche

### Giocatore
Terzino destro, è stato saltuariamente impiegato anche sulla corsia opposta. Marcatore grintoso e tenace, non impeccabile sul piano tecnico, si fece apprezzare per serietà e impegno.

## Carriera

### Giocatore

Polonia (accosciato, primo da sinistra) al Verona nella stagione 1991-1992

Cresciuto nella Triestina, esordisce in prima squadra nel febbraio 1987. Con gli alabardati disputa quattro campionati (tre di Serie B e uno di Serie C1), prima di passare nel 1990 al Verona allenato da Eugenio Fascetti. Nelle prime due stagioni il suo rendimento è condizionato da diversi infortuni (prima la pubalgia, poi una tendinite); riesce comunque a contribuire alla promozione degli scaligeri in Serie A nel 1991. Debutta nella massima serie il 1º settembre dello stesso anno, contro la Roma, e colleziona 23 presenze nel campionato di Serie A 1991-1992, concluso con la retrocessione.
Nel 1993, dopo un'altra stagione in Serie B, viene acquistato dal Piacenza, neopromosso in Serie A: rimane in Emilia per sei stagioni consecutive, vincendo il campionato di Serie B 1994-1995 e contribuendo a tre salvezze nella massima serie, tra il 1997 e il 1999. Nel dicembre 1997 rimane vittima di un grave infortunio al ginocchio, rientrando in squadra solo nel maggio 1998.
Nel 2000, in seguito al deteriorarsi dei rapporti con la dirigenza piacentina, si trasferisce alla Sampdoria in cambio di Vittorio Tosto, su richiesta dell'allenatore Luigi Cagni che lo aveva avuto al Piacenza. Il 29 ottobre 2000 subisce la rottura del tendine di Achille, e dopo due interventi e oltre un anno di stop la Sampdoria ottiene la rescissione del contratto, ponendo fine alla carriera professionistica del giocatore.
Tornato in Friuli, milita nel Campionato Carnico con la maglia del Malboghetto, con cui chiude definitivamente l'attività agonistica.
In carriera ha totalizzato complessivamente 181 presenze in Serie A e 169 in Serie B, mettendo a segno un'unica rete, nella partita Piacenza-Vicenza del 27 settembre 1998, conclusasi con una vittoria per 2-0 della squadra piacentina.

### Allenatore
Esordisce come allenatore con la squadra Allievi della Gemonese; passato sulla panchina della prima squadra, viene esonerato dopo pochi mesi nel dicembre 2004. Dopo una parentesi nel settore giovanile dell'Udinese, nella stagione 2008-2009 allena l'Arteniese, squadra di Seconda Categoria friulana che viene portata in Prima Categoria. Nella stagione 2010-2011 conquista la Coppa Regione di Prima Categoria. Si dimette dalla guida della squadra nell'ottobre 2012, a seguito di un negativo inizio di campionato.
Nell'estate 2017 passa alla guida dei friulani del Venzone, che nella stagione 2019-20 riporta nel torneo di promozione, dopo vent'anni di assenza.
Nell'estate 2022 assume la guida della Bujese, club che prenderà parte al torneo friulano di Prima Categoria. Il 30 aprile seguente, grazie alla vittoria nel testa-coda in casa della Torreanese, centra il salto nel torneo di Promozione, con una giornata d'anticipo. Nel corso della medesima stagione, conquista anche la coppa regione di prima categoria, centrando così uno storico doblete. Il 4 giugno 2024, la società comunica l'interruzione consensuale del rapporto di collaborazione alla naturale scadenza dell'accordo, ovvero il 30 dello stesso mese.
Nell'ottobre del 2024 dopo un avvio di campionato disastroso la Gemonese, squadra iscritta al torneo di Promozione, dopo l'esonero di Peter Kalin lo ufficializza come nuovo allenatore. Durante questi mesi non riesce a dare la sterzata decisiva alla squadra ed il 27 aprile 2025, dopo la sconfitta casalinga contro il tricesimo, retrocede matematicamente in Prima Categoria con due giornate d'anticipo sul termine del campionato. A seguito della retrocessione il 22 maggio 2025 viene comunicata la conclusione del rapporto con la Gemonese solo dopo neanche una stagione.

## Palmarès

### Giocatore
- Campionato italiano di Serie B: 1

Piacenza: 1994-1995